# بطولة الكرة الطائرة الآسيوية للرجال تحت 20 سنة 2018
كانت بطولة الكرة الطائرة الآسيوية للرجال تحت 20 سنة 2018 هي النسخة التاسعه عشرة من بطولة الكرة الطائرة الآسيوية للرجال تحت 20 سنة ، وهي بطولة دولية للكرة الطائرة تُنظم كل سنتين من قبل الاتحاد الآسيوي للكرة الطائرة (AVC) مع الاتحاد البحريني للكرة الطائرة (BVA). أقيمت البطولة في الرفاع ، البحرين في الفترة من 21 إلى 28 يوليو 2018.   تأهل أفضل فريقين في البطولة لبطولة 2019 FIVB Volleyball Men's U21 العالمية كممثلين عن AVC.
يجب ان يولد اللاعبون في او بعد 1 يناير 1999. ويمكنهم تسجيل انفسهم بحد أقصى مرتين في البطولات.
في 14 كانون الاول 2020 ، اعلن AVC أن بطولة الكرة الطائرة الآسيوية للرجال تحت 20 سنة 2020 والتي كانت في الأصل تصفيات AVC لبطولة 2021 FIVB للكرة الطائرة للرجال تحت 21 سنة تم إلغاؤها بسبب جائحة COVID-19 وتأهل الفريقان الأولان في البطولة .بطولة العالم 2021 تحت 21 كممثلين عن AVC. 

## المتأهلين
قدمت الاتحادات الـ 24 الأعضاء في AVC فريقها الوطني للرجال تحت 20 سنة إلى بطولة آسيا تحت 20 سنة 2018. لكن أوزبكستان انسحبت في وقت لاحق. كانت الاتحادات الأعضاء الـ 23 في AVC من 5 اتحادات ، بما في ذلك آسيا الوسطى (7 منتخبات) وشرق آسيا (6 منتخبات) وأوقيانوسيا (منتخبان) وجنوب شرق آسيا (منتخبان) وغرب آسيا (5 منتخبات).

### الفرق المؤهلة
الفرق التالية تأهلت للبطولة.
| وسائل التأهيل     | المجموع | مؤهَل                     |
| ----------------- | ------- | ------------------------ |
| البلد المضيف      | 1       | البحرين                  |
| فرق آسيا الوسطى   | 7       | الهند                    |
| فرق آسيا الوسطى   | 7       | إيران                    |
| فرق آسيا الوسطى   | 7       | كازاخستان                |
| فرق آسيا الوسطى   | 7       | المالديف                 |
| فرق آسيا الوسطى   | 7       | باكستان                  |
| فرق آسيا الوسطى   | 7       | سريلانكا                 |
| فرق آسيا الوسطى   | 7       | تركمانستان               |
| فرق آسيا الوسطى   | 7       | أوزبكستان                |
| فرق شرق آسيا      | 6       | الصين                    |
| فرق شرق آسيا      | 6       | تايبيه الصينية           |
| فرق شرق آسيا      | 6       | هونغ كونغ                |
| فرق شرق آسيا      | 6       | اليابان                  |
| فرق شرق آسيا      | 6       | كوريا الجنوبية           |
| فرق شرق آسيا      | 6       | ماكاو                    |
| فرق أوقيانوسيا    | 2       | أستراليا                 |
| فرق أوقيانوسيا    | 2       | نيوزيلندا                |
| فرق جنوب شرق آسيا | 2       | ماليزيا                  |
| فرق جنوب شرق آسيا | 2       | تايلاند                  |
| فرق غرب آسيا      | 5       | العراق                   |
| فرق غرب آسيا      | 5       | الأردن                   |
| فرق غرب آسيا      | 5       | قطر                      |
| فرق غرب آسيا      | 5       | السعودية                 |
| فرق غرب آسيا      | 5       | الإمارات العربية المتحدة |
| المجموع الكلي 23  |         |                          |

## أعداد المجاميع
كانت هذه اول بطولة آسيوية تحت 20 سنة تستخدم شكل المسابقة الجديد. بعد قرار مجلس إدارة AVC لعام 2017 بالإجماع ، شهد الشكل الجديد سحب الفرق إلى ثمانية مجموعات تصل إلى المبلغ الإجمالي للفرق المشاركة. تم تعيين كل فريق بالإضافة إلى المضيفين في مجموعة وفقًا لنتائجهم النهائية في إصدار 2016 . كما تم اختيار أفضل ثلاثة فرق في نفس المجموعة أ ، ثاني أفضل ثلاثه فرق متنازع عليها المجموعة ب ، ثاني أفضل ثلاثة فرق متنازع عليها ج.  لكن ، انسحبت أوزبكستان بعد التعادل. يظهر الوضع النهائي لطبعة 2016 بين قوسين.

## النتائج النهائية
| الترتيب | الفريق                   |
| ------- | ------------------------ |
| الأول   | إيران                    |
| الثاني  | كوريا الجنوبية           |
| الثالث  | تايلاند                  |
| 4       | العراق                   |
| 5       | الصين                    |
| 6       | تايبيه الصينية           |
| 7       | أستراليا                 |
| 8       | كازاخستان                |
| 9       | البحرين                  |
| 10      | سريلانكا                 |
| 11      | تركمانستان               |
| 12      | قطر                      |
| 13      | اليابان                  |
| 14      | باكستان                  |
| 15      | الهند                    |
| 16      | السعودية                 |
| 17      | نيوزيلندا                |
| 18      | الإمارات العربية المتحدة |
| 19      | هونغ كونغ                |
| 20      | الأردن                   |
| 21      | ماكاو                    |
| 22      | المالديف                 |
| 23      | ماليزيا                  |

| - أفضل لاعب أمير حسين إسفنديار - افضل مُعد تشوي لك جي - افضل ضارب خلفي مرتضى شريفى بوراي علي | - افضل بلوك وسط سورانان نوامبارا مهران فايز - افضل ضارب علي صاحب أبو شنان - افضل ليبرو بارك كيونغ مين |